# Palmengarten

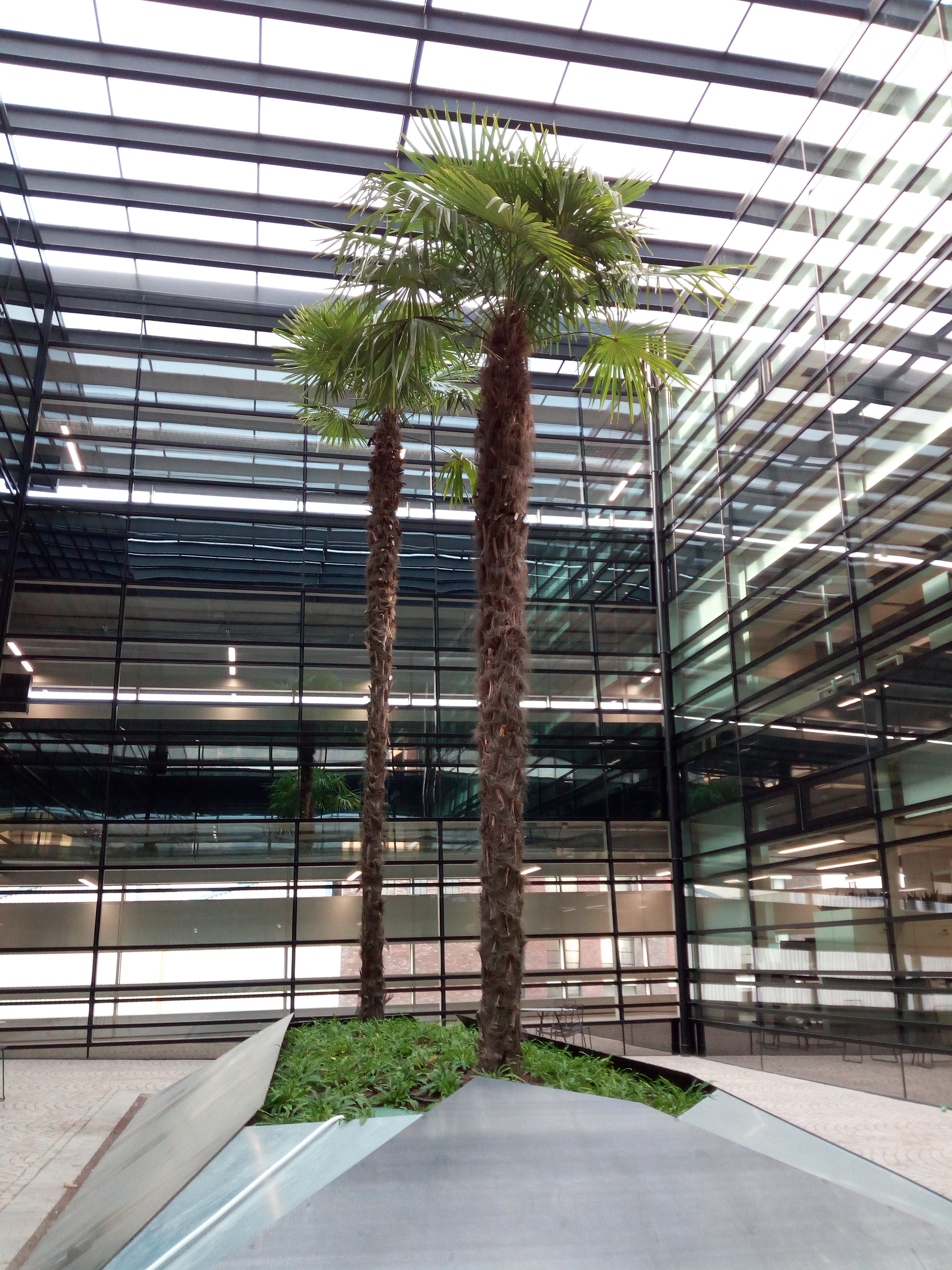
Palmengarten in modernem Bürogebäude

Palmengarten nennt man eine, zumindest in klimatisch kühleren Regionen der Erde entweder unter einem Glasdach (oder glasüberdachtem Atrium) oder in einem Gewächshaus (Palmenhaus) befindliche, gärtnerisch gestaltete Anlage, die Palmen und andere tropische und subtropische Pflanzen beherbergt. Oft ist der „Palmengarten“ Teil eines Botanischen Gartens oder sogar ein Synonym für diesen.
Bedeutende (teils jedoch nicht mehr erhaltene) Beispiele sind:
- Palmengarten Frankfurt am Main, entstanden 1868. Wegen seiner Größe und Bedeutung ist mit dem Wort Palmengarten meist die Anlage in Frankfurt gemeint.
- Palmengarten Erlangen, am Geismarkt (heute Theaterplatz), entstanden 1884
- Palmengarten München, im traditionsreichen „Café Luitpold“, Brienner Straße, entstanden 1888
- Palmengarten Gleiwitz, entstanden 1888
- Palmengarten (Leipzig), entstanden 1899
- Palmengarten Bad Pyrmont, im Kurpark, entstanden 1913
- Palmengarten New York City, im Atrium im Brookfield Place, entstanden 1988
- Palmengarten Hamm, im „Glaselefant“, entstanden 1984 zur Landesgartenschau im Maximilianpark
- Palmengarten (Palmenhaus) im Alten Botanischen Garten «zur Katz» der Universität Zürich, entstanden 1851